# Marcel Koller
Pour les articles homonymes, voir Koller.
Marcel Koller, né le 11 novembre 1960 à Zurich, est un footballeur international suisse, désormais reconverti entraîneur. Il évolue durant toute sa carrière pour le Grasshopper Club Zurich au poste de défenseur.

## Biographie

### En club
Marcel Koller réalise l'intégralité de sa carrière professionnelle au Grasshopper Club Zurich. Il dispute avec cette équipe un total de 428 matchs en première division suisse, inscrivant 59 buts. Il réalise sa meilleure performance lors de la saison 1985-1986, où il inscrit huit buts en championnat.
Au sein des compétitions européennes, il joue 20 matchs en Ligue des champions (deux buts), onze matchs en Coupe de l'UEFA (quatre buts), et enfin dix matchs en Coupe des coupes (deux buts). Il est quart de finaliste de la Coupe de l'UEFA en 1981, puis quart de finaliste de la Coupe des coupes en 1990.
Son palmarès avec le Grasshopper est constitué de sept titres de champion de suisse, et cinq coupes de Suisse.

### En équipe nationale
Marcel Koller reçoit 58 sélections en équipe de Suisse entre 1982 et 1996, inscrivant trois buts. Toutefois, seulement 57 sélections sont officiellement reconnues par la FIFA.
Il joue son premier match en équipe nationale le 9 mars 1982, en amical contre le Liechtenstein (victoire 0-1 à Balzers).
Il inscrit son premier but le 5 février 1988, contre l'Autriche (victoire 1-2 à Monaco). Son deuxième but a lieu le 3 février 1991 à Miami, contre la Colombie (victoire 2-3). Son dernier but est marqué contre la Turquie le 14 décembre 1994 (victoire 1-2 à Istanbul).
Le 27 mars 1996, il officie comme capitaine lors d'un match face contre l'Autriche.
Marcel Koller est ensuite retenu par le sélectionneur Artur Jorge afin de participer au championnat d'Europe 1996 organisé en Angleterre. Lors de cette compétition, il joue deux matchs, contre l'Angleterre et l'Écosse, avec pour résultats un nul et une défaite. Il s'agit de ces deux dernières sélections.

### Carrière d'entraîneur
Après sa carrière de joueur, il devient entraîneur. 
En 2011, il devient le sélectionneur de l'Autriche. Il dirige l'équipe d'Autriche jusqu'en 2017, sur un total de 54 matchs, avec notamment trois rencontres lors de l'Euro 2016 organisé en France.
Début août 2018, il remplace Raphaël Wicky à la tête du FC Bâle.

## Palmarès

### Joueur
- Champion de Suisse en 1982, 1983, 1984, 1990, 1991, 1995 et 1996
- Vice-champion de Suisse en 1980, 1981, 1987, 1989 et 1994
- Vainqueur de la Coupe de Suisse en 1983, 1988, 1989, 1990 et 1994
- Finaliste de la Coupe de Suisse en 1993 et 1995
- Finaliste de la Coupe de la Ligue en 1980
- Vainqueur de la Supercoupe de Suisse en 1989
- Finaliste de la Supercoupe de Suisse en 1988 et 1990
- Finaliste de la Coupe des Alpes en 1984 et 1987

### Entraîneur
- Champion de Suisse en 2000 avec le FC Saint-Gall et en 2003 avec le Grasshopper-Club Zurich
- Champion d'Allemagne de D2 en 2006 avec le VfL Bochum
- Vainqueur de la Coupe de Suisse en 2019 avec le FC Bâle
- Vainqueur de la Ligue des champions de la CAF en 2023 et 2024 avec Al Ahly SC
- Champion d'Égypte en 2023 et 2024 avec Al Ahly SC
- Vainqueur de la Coupe d'Égypte en 2022 et 2023 avec Al Ahly SC
- Vainqueur de la Supercoupe d'Égypte en 2022, 2023 et 2024 avec Al Ahly SC